# Lithobates spectabilis
Espèce
Synonymes
- Rana spectabilis Hillis & Frost, 1985

Statut de conservation UICN

 LC  : Préoccupation mineure
Lithobates spectabilis est une espèce d'amphibiens de la famille des Ranidae.

## Répartition
Cette espèce est endémique du centre du Mexique. Elle se rencontre entre 1 200 et 3 200 m d'altitude dans les États d'Oaxaca, de Puebla, du Morelos, de Mexico, d'Hidalgo, du Tlaxcala, du Michoacán et du Veracruz.

## Publication originale
- Hillis & Frost, 1985 : Three new species of leopard frogs (Rana pipiens complex) from the Mexican Plateau. Occasional Papers of the Museum of Natural History, University of Kansas, vol. 117, p. 1-14 (texte intégral).